# 리피피 어 도쿄
리피피 어 도쿄(프랑스어: Rififi à Tokyo)는 프랑스에서 제작된 자크 드레이 감독의 1963년 모험, 범죄, 드라마 영화이다. 칼하인즈 봄 등이 주연으로 출연하였다.

## 출연
- 칼하인즈 봄
- 샤를 바넬
- 바바라 라스
- 오카다 에이지
- 키시 케이코